# Halycaea solo
Halycaea solo är en stekelart som beskrevs av Sergey A. Belokobylskij 2002. Halycaea solo ingår i släktet Halycaea och familjen bracksteklar. Inga underarter finns listade i Catalogue of Life.